# Заксенхаген
Заксенхаген (нем. Sachsenhagen) — город в Германии, в земле Нижняя Саксония.
Входит в состав района Шаумбург. Подчиняется управлению Заксенхаген. Население составляет 1985 человек (на 31 декабря 2010 года). Занимает площадь 15,53 км². Официальный код — 03 2 57 033.
Город подразделяется на 2 городских района.

## Население

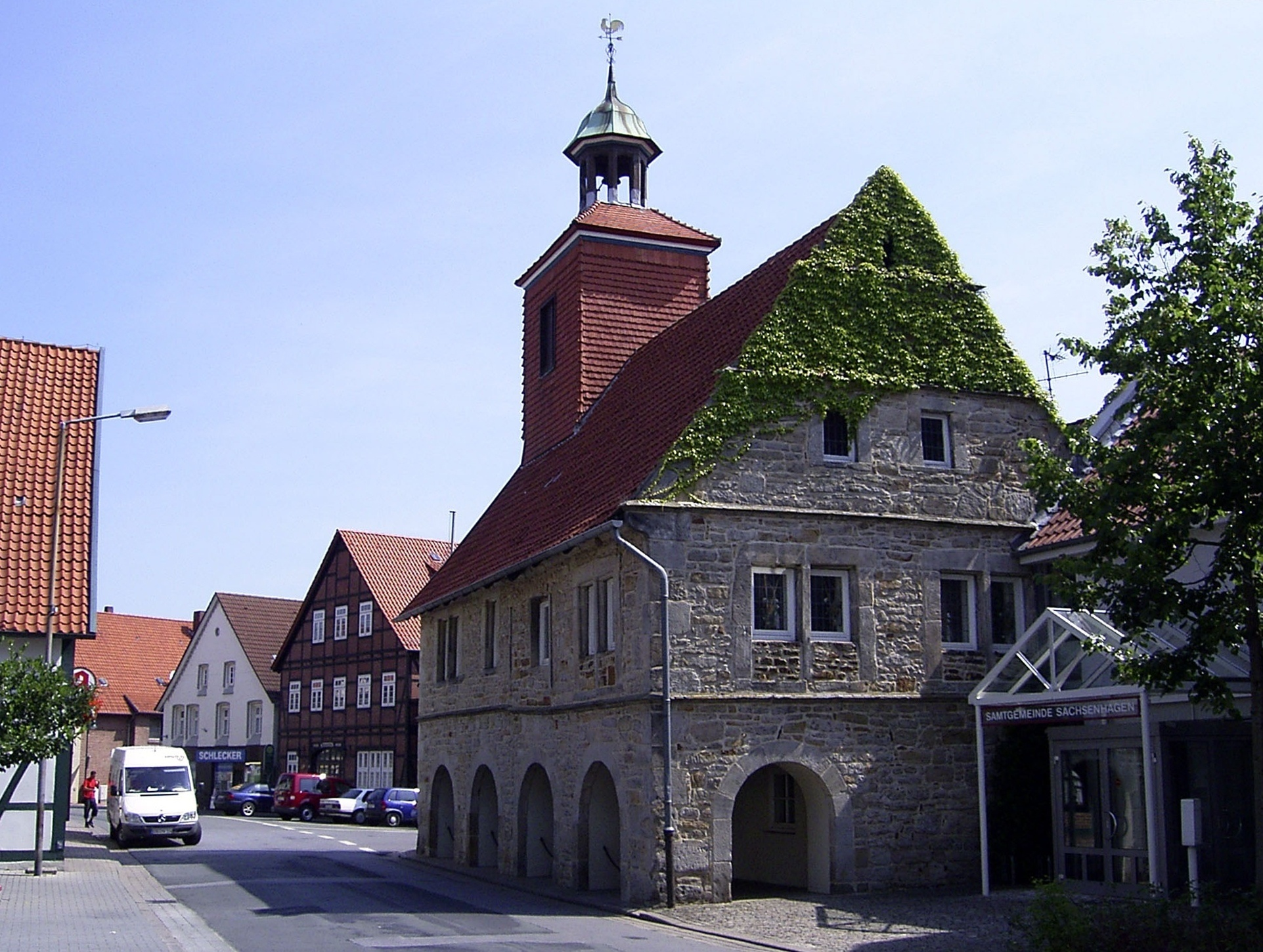
Ратуша

| Год  | Население |
| ---- | --------- |
| 1990 | 1841      |
| 1995 | 2010      |
| 2000 | 2005      |
| 2005 | 2105      |
| 2010 | 2019      |